# مگارپتور
مگاپتور : یک شکارچی چابک و مرموز
نام و معنی: “مگاپتور” به معنی “دزد بزرگ” است، که به جثه و سبک زندگی شکارچیانه‌اش اشاره دارد.
دوره زندگی: این دایناسور در اواخر دوره کرتاسه (حدود 90 میلیون سال پیش) زندگی می‌کرد.
محل کشف: اولین فسیل‌های مگاپتور در آرژانتین، آمریکای جنوبی کشف شد. بعدها بقایای گونه‌های مشابهی نیز در استرالیا و ژاپن پیدا شده‌اند.
طبقه‌بندی: مگاپتور در ابتدا به اشتباه به عنوان یک درومائوسور (دایناسورهای شبیه رپتورهای فیلم پارک ژوراسیک) بزرگ طبقه‌بندی شد. اما تحقیقات بعدی نشان داد که این دایناسور به گروه مگاپتورا (Megaraptora) تعلق دارد که بخشی از دایناسورهای تروپود (گوشتخواران دوپا) هستند و با آلوسورها و نئوونا توری‌ها قرابت دارند.
اندازه: طول مگاپتور حدود 8 تا 9 متر (حدود 26 تا 30 فوت) و وزنش حدود 1 تن تخمین زده می‌شود. این اندازه او را به یکی از شکارچیان بزرگ دوران خود تبدیل می‌کرد.
ویژگی‌های منحصر به فرد:
چنگال‌های بزرگ: شاخص‌ترین ویژگی مگاپتور، داشتن چنگال‌های بسیار بلند و خمیده (حدود 30 سانتی‌متر یا 12 اینچ) روی انگشت اول پاهایش بود. برخلاف درومائوسورها که چنگال داس‌مانند روی انگشت دوم داشتند، مگاپتور از چنگال‌های جلویی خود برای شکار استفاده می‌کرد.
دست‌های بلند و قوی: دست‌های مگاپتور به نسبت بلند و قدرتمند بودند و به او کمک می‌کردند تا طعمه را محکم نگه دارد.
بدن چابک و سبک: برخلاف تیرانوسوریدهای سنگین‌وزن، مگاپتور بدنی سبک و چابک داشت که برای سرعت و مانور بالا در شکار مناسب بود.
جمجمه و دندان‌ها: جمجمه آن نسبتاً کشیده بود و دندان‌های تیغ‌دار داشت که برای بریدن گوشت طعمه مناسب بودند.
شکار و رژیم غذایی:
شکارچی فعال: مگاپتور یک شکارچی فعال و قدرتمند بود که احتمالاً به دنبال دایناسورهای گیاهخوار متوسط تا بزرگ می‌رفت.
استفاده از چنگال‌ها: چنگال‌های بزرگ روی دست‌هایش، سلاح اصلی او برای حمله به طعمه و نگه داشتن آن بودند. می‌توانست با این چنگال‌ها زخم‌های عمیقی ایجاد کند.
سرعت و چابکی: با توجه به ساختار بدنش، مگاپتور می‌توانست با سرعت بالا دنبال طعمه بدود و از چابکی خود برای غلبه بر آن استفاده کند.
اکوسیستم: مگاپتور در محیط‌های جنگلی و دشت‌های آرژانتین با دیگر دایناسورها مانند تیتاناسورهای گیاهخوار (مثل آرژانتینوسوروس) و دیگر شکارچیان رقابت می‌کرد.
اهمیت: کشف مگاپتور به درک بهتر تنوع دایناسورهای گوشتخوار در آمریکای جنوبی و تکامل گروه‌های مختلف تروپودها کمک زیادی کرد. این کشف نشان داد که گروه‌های شکارچی دیگری غیر از تیرانوسوریدها و درومائوسورها نیز وجود داشته‌اند که تکامل جالبی را تجربه کرده‌اند

## نگارخانه

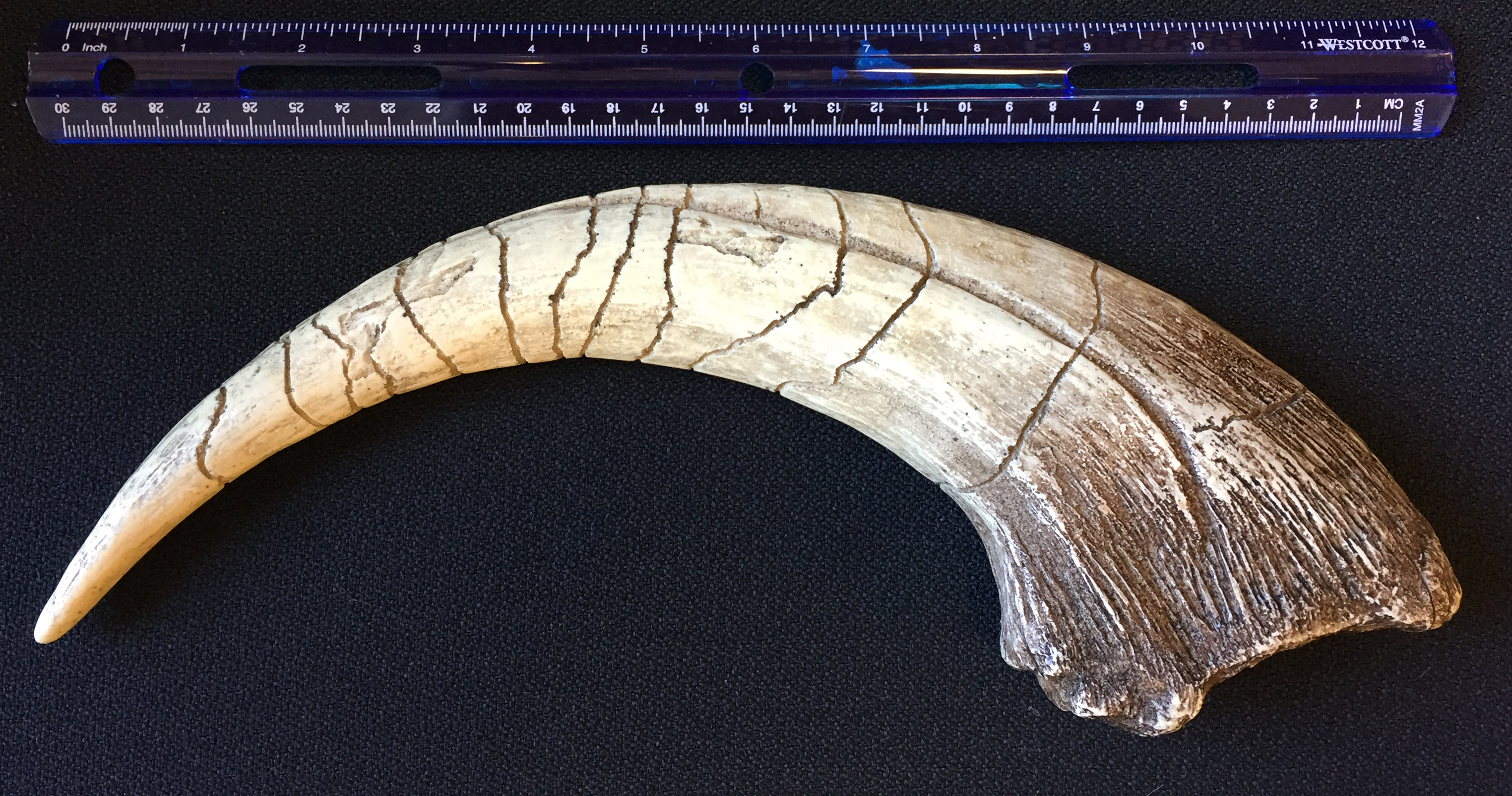
یکی از چنگال‌های بزرگ‌دزد
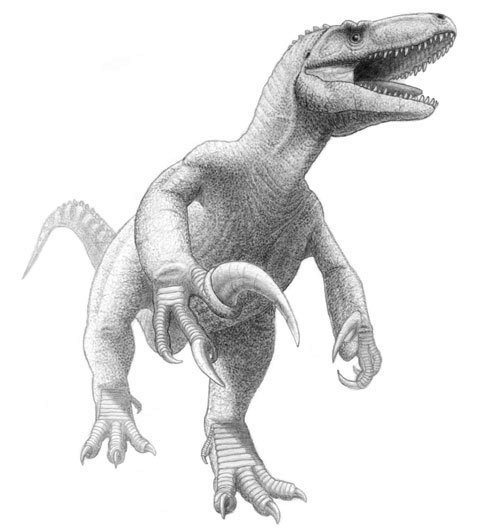
نگاره‌ای بازسازی‌شده
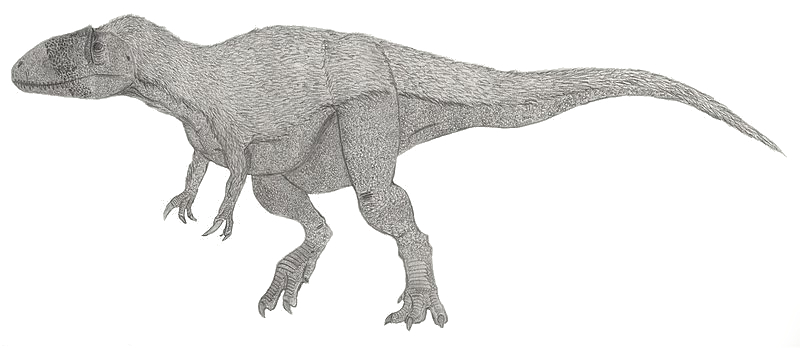
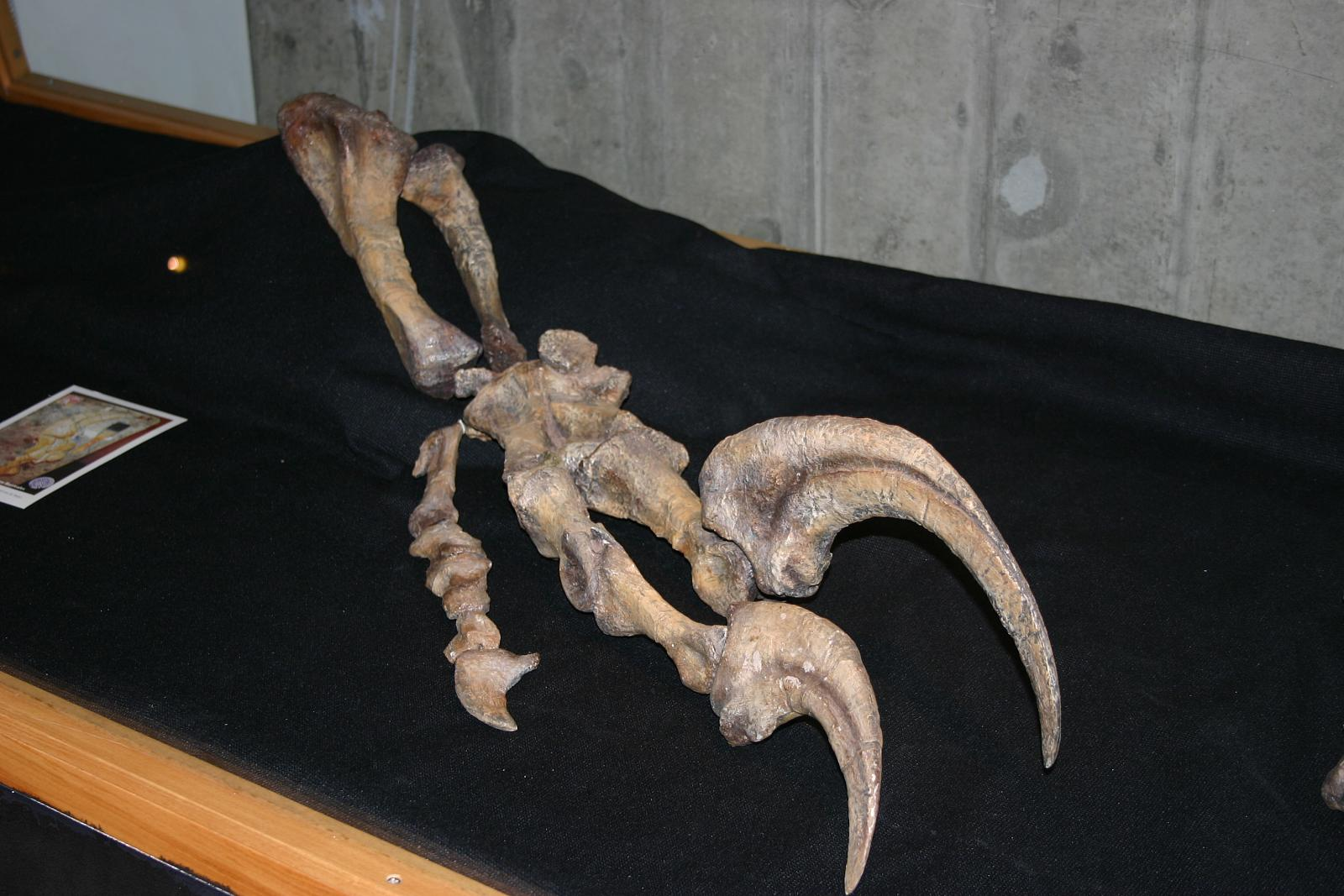
پنجه‌های بزرگ‌دزد
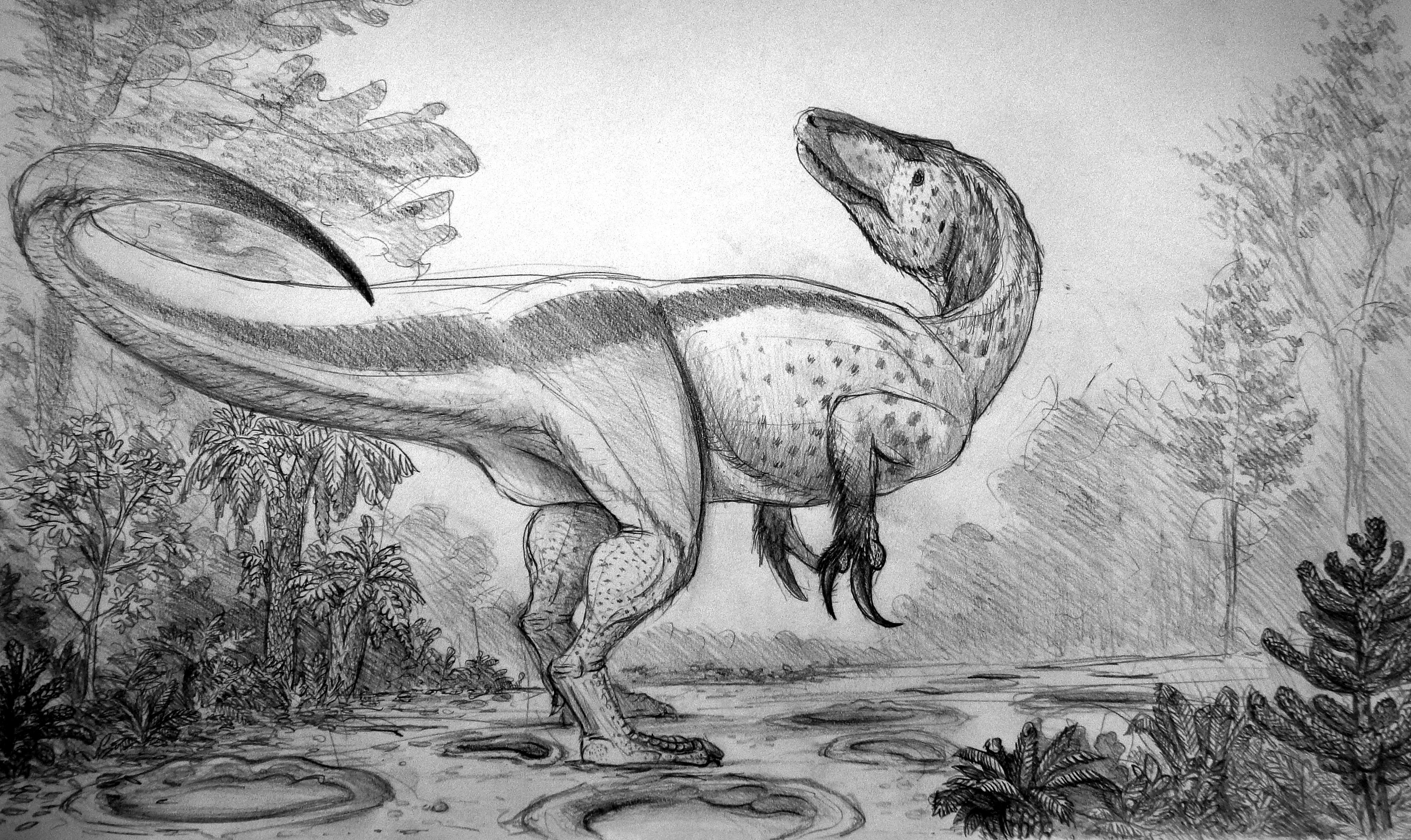